# حسن كندي رود
حسن‌ كندي رود هي قرية في مقاطعة هشترود، إيران. عدد سكان هذه القرية هو 883 في سنة 2006.